# Лонжек (Свентокшиське воєводство)
Лонжек (пол. Łążek) — село в Польщі, у гміні Лонюв Сандомирського повіту Свентокшиського воєводства.
Населення — 216 осіб (2011).
У 1975-1998 роках село належало до Тарнобжезького воєводства.

## Демографія
Демографічна структура на день 31 березня 2011 року:
|          | Загалом | Допрацездатний вік | Працездатний вік | Постпрацездатний вік |
| -------- | ------- | ------------------ | ---------------- | -------------------- |
| Чоловіки | 101     | 17                 | 70               | 14                   |
| Жінки    | 115     | 24                 | 66               | 25                   |
| Разом    | 216     | 41                 | 136              | 39                   |